# Hilding Olsson
Sven Hilding Olsson, född 28 januari 1904 i Fränninge församling, Malmöhus län, död 26 maj 1973 i Stockholm, var en svensk meteorolog.
Efter studentexamen i Eslöv 1923 blev Olsson filosofie kandidat vid Lunds universitet 1927. Han var ledare för meteorologiska observationer vid Riksgränsen 1929–1930, chef för svenska internationella polarexpeditionen till Nordenskiöldsfjället på Spetsbergen 1932–1933 och svensk-norska expeditionen 1934. Han var stipendiat vid Massachusetts Institute of Technology i Boston 1935–1936 och blev statsmeteorolog 1939. Han var Förenta nationernas (FN) expert i Etiopien, Irak och Iran 1951–1956 och Meteorologiska världsorganisationens (WMO) expert i Sudan 1959. Han författade skrifter om strålningsmeteorologi.